# Ничкало Нелля Григорівна
Нелля Григорівна Ничкало  (нар. 26 вересня 1939, с. Старогнатівка, нині Волноваського району Донецької області, Українська РСР, СРСР) — український педагог, доктор педагогічних наук (1985), професор (1987), академік Національної академії педагогічних наук України (1995), Заслужений діяч науки і техніки України (1998), повний кавалер ордена княгині Ольги (2003, 2009, 2014).

## Життєпис
Нелля Ничкало народилася 26 вересня 1939 року в селі Старогнатівка, нині Мирненської селищної громади Волноваського району Донецької області. Мама працювала вихователькою в дитячому садку. Після закінчення Волноваської середньої залізничної школи навчалася у Верхнянському педагогічному училищі Донецької області. Після його закінчення в 1958 році вступила на філологічний факультет Львівського державного університету імені Івана Франка, який закінчила в 1965 році. Довгий час працювала вчителькою на Львівщині. З 1970 року почала співпрацю із автором наукової школи, професором Едуардом Костяшкіним — завідувачем лабораторії прогнозування розвитку школи НДІ загальної педагогіки АПН СРСР.
З 1976 року працювала в апараті Президії Верховної Ради УРСР. У 1981 році була призначена завідувачем відділу професійно-технічної освіти Інституту педагогіки Української РСР. 1993 року перейшла на посаду заступника директора з наукової роботи Інституту педагогіки і психології професійної освіти Академії педагогічних наук України. У грудні 1995 року Неллю Ничкало обрали академіком-секретарем відділу професійної освіти і освіти дорослих Президії Національної академії педагогічних наук України.

## Наукова діяльність
Нелля Ничкало займається науковими дослідження з таких тем:
- проблеми теорії та історії педагогіки,
- методика професійної освіти, андрагогіки, педевтології, професійної та порівняльної педагогіки.

Вчена 1985 року захистила докторську дисертацію, а через два роки вчене одержала вчене звання професора. Під керівництвом Неллі Ничкало розроблено концепцію розвитку професійно-технічної освіти в Україні (1991), концепцію Державного стандарту ПТО (1998), Концепцію розвитку професійно-технічної (професійної) освіти (2004). Також Нелля Ничкало — співавтор Державної національної програми «Освіта» («Україна XXI ст.»), Національної доктрини розвитку освіти і Закону України «Про професійно-технічну освіту», один з організаторів створення Центрально-Східно-європейського клубу професійної освіти, член міжгалузевої Ради при Кабінеті Міністрів України з проблем професійно-технічної освіти, голова науково-методичної ради міністерства освіти і науки України.
Нелля Ничкало створила власну наукову школу: 33 доктора та 79 кандидатів педагогічних наук, серед яких відомі вітчизняні та зарубіжні вчені: В. Васильєв, І.Курляк, Н.Падун, Ю. Поліщук, А. Каплун, Г. Гребенюк, Т. М. Десятов, О. А. Дубасенюк, В. О. Зайчук, І. Л. Лікарчук, Г. М. Лактіонова, В. О. Радкевич, Б. М. Ступарик, Ф. Шльосек, О. І. Щербак та інші.
Наукові праці
Нелля Ничкало — авторка близько 400 наукових праць з проблем теорії та історії педагогіки, виховання і дидактики профтехосвіти, зокрема:
- Педагогічна книга майстра виробничого навчання: Навч. посіб. К., 1994 (співавт.);
- Неперервна професійна освіта: проблеми, пошуки, перспективи. К., 2000 (співавт.);
- Державні стандарти професійної освіти: теорія і методика. Хм., 2002 (співавт.);
- Трансформація професійно-технічної освіти України. К., 2008;
- Проектування процесу професійного навчання у закладах профтехосвіти. К.; Хм., 2010 (співавт.);
- Semper in Altum. Zawsze wzwyż. Stalowa Wola, 2010 (співавт.).

## Нагороди та звання
- орден княгині Ольги I ступеня (2014)
- орден княгині Ольги II ступеня (2009)
- орден княгині Ольги III ступеня (2003)
- Орден князя Ярослава Мудрого 5-го ступеня (2019)
- Заслужений діяч науки і техніки України (1998)